# 大烏茲河
大烏茲河（Great Ouse /ˈuːz/）位於英格蘭東部，為英國第四長河流。大烏茲河下游亦被稱為舊西河及伊利河。大烏茲河的源頭在英格蘭中部，流經東安格利亞在金斯林進入的北海的沃什灣。其長度達143英里（230），在歷史上是重要的商業貿易往來通道，對流域內的農業也有著重要影響。其最著名的支流是流經劍橋的康河。現在大烏茲河周邊已經建起防洪措施，并鞏固了河道。

## 名稱
“Ouse”一名來自凱爾特語或前凱爾特語“Udso-s”， 意思可能是“水”或緩慢流動的河。大烏茲河下游也被稱作“老西河”（Old West River）或“老烏茲河”（Ely Ouse）。

## 外部連結
维基共享资源上的相關多媒體資源：大烏茲河
- Useful information on the river from Jim Shead（页面存档备份，存于）
- Drainage and Rivers of Fens（页面存档备份，存于）